# کائو یو

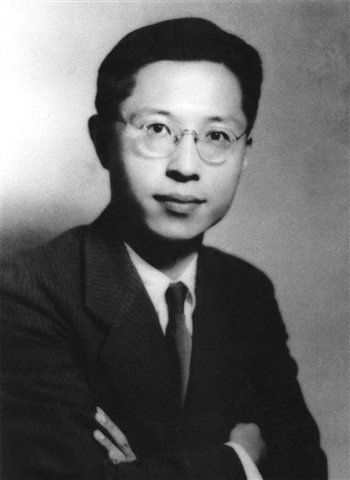

کائو یو (چینی: 曹禺، پینیین: Cáo Yǔ، Wade-Giles: Ts'ao Yü) (تیانجین؛ ۱۹۱۰ - پکن؛ ۱۳ دسامبر ۱۹۹۶) نویسنده معاصر چینی بود. معروف‌ترین آثار او طوفان است که با آن به عنوان نویسنده شناخته شد، طلوع و مردی از پکن از دیگر آثار شناخته شدهٔ کائو یو است.
نام اصلی او Wàn Jiābǎo  (چینی سنتی: 萬家寶، چینی ساده شده: 万家宝) در تیانجین در خانواده ای ثروتمند به دنیا آمد. خانواده او در اصل اهل کیان‌جیانگ در استان هوبی بودند،  اما کسب‌وکارهای خانوادگی والدین کائو یو را به تیانجین آورده بود. مادرش سه روز پس از تولد یو درگذشت و عمه مادری او، ژو یونگنان، نامادری او شد. در دوران کودکی، عمه‌اش که او را به‌عنوان پسرش بزرگ کرد، مرتباً او را برای تماشای اجراهای اپرای سنتی چینی و همچنین نمایش‌نامه‌هایی به سبک غربی می‌برد. 